# Till van Rahden

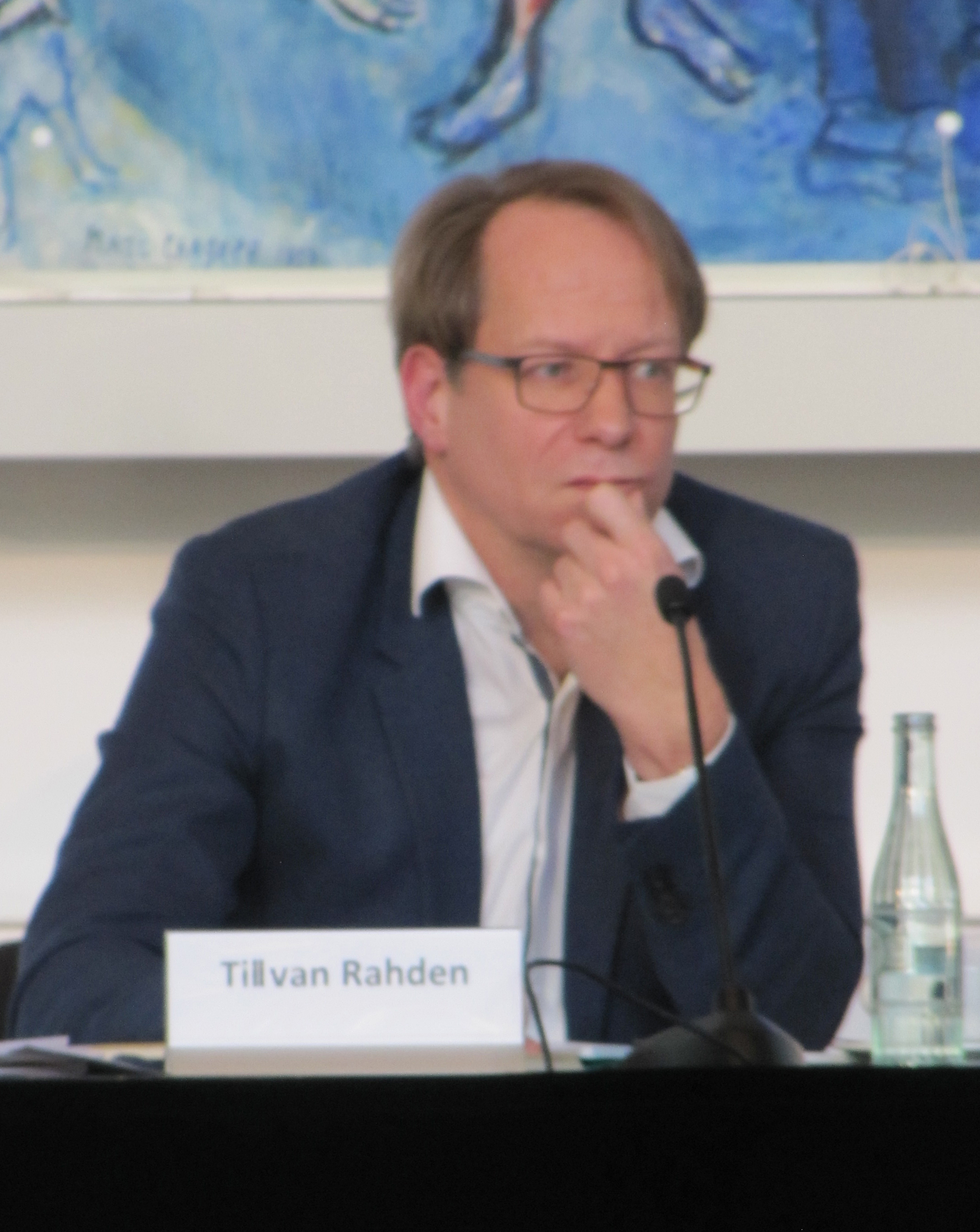
Till van Rahden, im November 2018 bei den Römerberggesprächen in Frankfurt am Main

Till van Rahden (* 1967 in Bremen) ist ein deutscher Historiker und Hochschullehrer. Er lehrt an der Universität Montréal.

## Leben
Van Rahden wurde 1999 nach einem Studium der Neueren und Neuesten Geschichte an der Universität Bielefeld promoviert und war danach dort wissenschaftlicher Mitarbeiter im Fachbereich Geschichte. Er unterrichtet Neuere und Neueste Geschichte an der Université de Montréal, von 2006 bis 2016 als Inhaber des Canada Research Chair in German and European Studies. Zugleich ist er Adjunct Research Professor an der Carleton University in Ottawa. Im Frühjahr 2016, 2021 und 2024 war er Fellow am Institut für die Wissenschaften vom Menschen in Wien. Im Sommersemester 2018 lehrte er als „LFUI – Guest Professor“ am Institut für Zeitgeschichte der Universität Innsbruck, im Sommersemester 2022 war er „Comenius-Fellow“ an der Universität Siegen und im Sommersemester 2023 „Mercator-Fellow“ am Sonderforschungsbereich 1482 „Humandifferenzierung“ an der Universität Mainz.
Seine Forschungsfelder sind die deutsche und europäische Geschichte des 19. und 20. Jahrhunderts, Genderfragen, Theorie und Geschichte der modernen Demokratien und Geschichte der Juden im Europa der Gegenwart. Sein Forschungsschwerpunkt liegt auf der europäischen Geschichte seit der Aufklärung. Dabei interessiert er sich besonders für die Spannung zwischen dem schwer fassbaren Versprechen demokratischer Gleichheit und der Allgegenwart von kultureller Vielfalt und moralischen Konflikten.
Seine Studie Juden und andere Breslauer. Die Beziehungen zwischen Juden, Protestanten und Katholiken in einer deutschen Großstadt von 1860 bis 1925 wurde 1999 von der Wiener Holocaust Library mit dem Ernst Fraenkel Prize in Contemporary History (Category B) ausgezeichnet. In seiner Besprechung des Buches betont Richard S. Levy (University of Illinois at Chicago), es handele sich um eine „thoughtful, meticulously researched, and clearly written contribution“. Im Journal of Modern History charakterisierte Paula Hyman die Studie als „a model for the writing of a local social history that provides a broad conceptual framework and extends our understanding of major political issues“.
Die Monografie Vielheit. Jüdische Geschichte und die Ambivalenzen des Universalismus gilt als ein „wichtiger konzeptioneller wie historiografischer Beitrag [...], essentialistische und homogenisierende Geschichtskonstruktionen in Frage zu stellen“ (Mathias Berek) und als ein „hochpolitisches Buch“, das „zugleich neue Perspektiven auf die Judentümer innerhalb des langen 19. Jahrhundert eröffnet“ (Elias Jungheim). „L’un des multiples mérites de Vielheit“, betont die Philosophin Anaïs Delambre in der Zeitschrift Dix-huitième siècle, „c’est alors de proposer un regard nouveau sur le statut et la place de l’altérité dans l’histoire“.

## Schriften (Auswahl)

### Monografien
- Vielheit. Jüdische Geschichte und die Ambivalenzen des Universalismus. Hamburg: Hamburger Edition, 2022, ISBN 978-3-86854-358-2.
- Demokratie. Eine gefährdete Lebensform. Frankfurt am Main: Campus, 2019 (https://www.campus.de/buecher-campus-verlag/wissenschaft/geschichte/demokratie-15613.html).
- Jews and other Germans. Civil Society, Religious Diversity and Urban Politics in Breslau, 1860–1925. Madison: The University of Wisconsin Press, 2008 (https://uwpress.wisc.edu/books/2941.htm).
- Juden und andere Breslauer. Die Beziehungen zwischen Juden, Protestanten und Katholiken in einer deutschen Großstadt von 1860 bis 1925. Göttingen: Vandenhoeck & Ruprecht, 2000 (= Kritische Studien zur Geschichtswissenschaft, Bd. 139) (Zugleich: Bielefeld, Univ., Diss. 1998/99), ISBN 3-525-35732-X.

### Herausgeberschaften
- mit Andreas Gotzmann, Rainer Liedtke: Juden, Bürger, Deutsche. Zur Geschichte von Vielfalt und Differenz 1800–1933. Tübingen: Mohr Siebeck, 2001, ISBN 3-16-147498-8.  DOI:10.1628/978-3-16-163594-6
- mit Daniel Fulda, Stefan L. Hoffmann, Dagmar Herzog: Demokratie im Schatten der Gewalt. Geschichten des Privaten im deutschen Nachkrieg. Göttingen: Wallstein-Verlag, 2010, ISBN 978-3-8353-0250-1.
- mit Oliver Kohns, Martin Roussel: Autorität. Krise, Konstruktion und Konjunktur. Paderborn: Wilhelm Fink, 2016 (= Texte zur politischen Ästhetik, Bd. 5), ISBN 978-3-7705-6100-1.
- mit Michael Stolleis: Emanzipation und Recht. Zur Geschichte der Rechtswissenschaft und der jüdischen Gleichberechtigung (= Studien zur europäischen Rechtsgeschichte, Bd. 329), Frankfurt am Main: Vittorio Klostermann, 2021, ISBN 978-3-465-04535-9.
- mit Johannes Völz: Horizonte der Demokratie. Offene Lebensformen nach Walt Whitman. Bielefeld: transcript, 2024, ISBN 978-3-8376-6273-3.